# معهد هولندا للسرطان

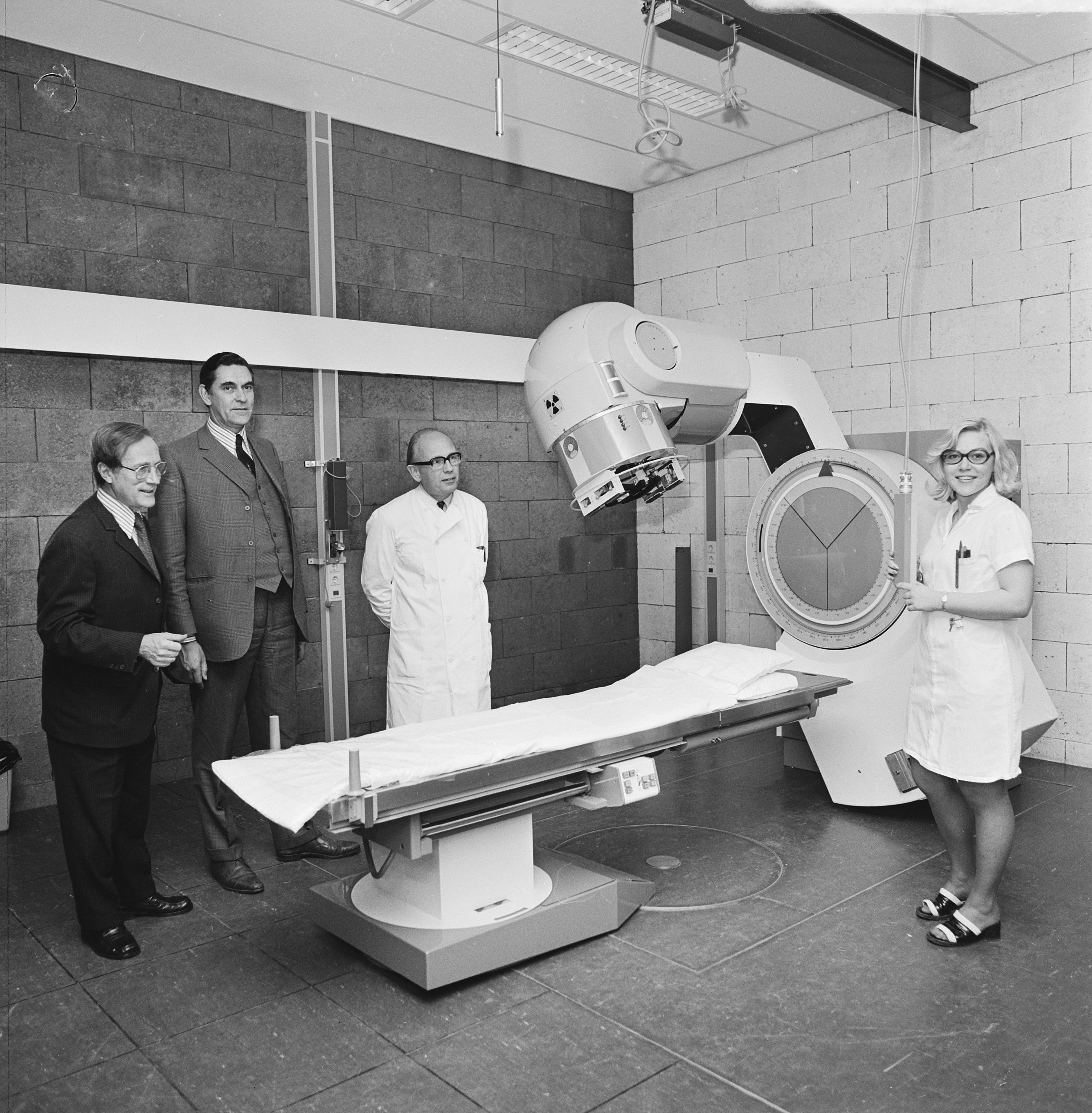
إشعاع الكوبالت (1973)

أُسس المعهد الهولندي للسرطان (NKI) في أمستردام عام 1913 على يد الجراح جاكوب روتغانس وآخرين.. ويشكل المعهد، إلى جانب مستشفى أنطوني فان لوفينهوك [الإنجليزية] (Antoni van Leeuwenhoekziekenhuis)، وحدة متكاملة تُعرف باسم NKI-AVL، والتي تجمع بين معهد بحثي علمي وعيادة متخصصة في مكافحة مرض السرطان.منذ عام 1973، يقع المعهد بجوار مستشفى Slotervaart في أمستردام. وهو عضو في تحالف EU-LIFE، وهو تحالف بين مراكز أبحاث علوم الحياة الرائدة في أوروبا.
يركز المعهد على تطوير أساليب جديدة للتشخيص والعلاج، وتتمثل مجموعاته الأساسية في: الأبحاث، التخصصات الجراحية في علم الأورام، التخصصات الطبية في علم الأورام، العلاج الإشعاعي، والتخصصات التشخيصية في علم الأورام.
في بداية تسعينيات القرن العشرين، أنشأ المعهد الوطني للسرطان، بالتعاون مع الجامعة الحرة بأمستردام، مدرسة أبحاث الأورام في أمستردام (OOA) لتدريب الباحثين بعد الدكتوراه . وحصلت هذه المدرسة البحثية على اعتماد الأكاديمية الملكية الهولندية للفنون والعلوم في عام 1993.
وفي عام 2020، نشر العلماء في المعهد ملاحظات تشير إلى احتمال اكتشاف عضو بشري جديد، وهو غدة لعابية، ليكون أول وصف لعضو جديد في جسم الإنسان منذ ثلاثمائة عام.

## الموظفين البارزين

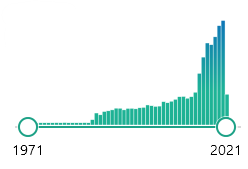
رسم بياني توزيعي للملخص السنوي لـ PubMed حيث كان أحد المؤلفين أو أكثر منتميًا إلى المعهد الهولندي للسرطان. الأعداد للأعوام 1971، 1981، 1991، 2001، و2011 هي 1، 0، 138، 206 و284 على التوالي.

- دينيس ب. بارلو [الإنجليزية]
- رينيه برناردز [الإنجليزية]
- أجاثي إل. فان بيفيرفيك [الإنجليزية]
- بيت بورست [الإنجليزية]
- جوردون ماكفي [الإنجليزية] (عقد 1980)[3]
- لورا فانت فير [الإنجليزية]
- كارين إي دي فيسر [الإنجليزية]

## الروابط الخارجية
- المعهد الهولندي للسرطان
- تاريخي. أكثر من 100 عام من العلاج الإشعاعي في هولندا، 1913-2013